# واخنروت
واخنروت (به آلمانی: Wachenroth) یک شهر در آلمان است که در ارلانگن-هخشتات واقع شده‌است.